# Nya spår
Nya spår är ett studioalbum av det svenska dansbandet Arvingarna, utgivet i november 1997.

## Låtlista
1. Pamela
2. Låt oss tala känslor
3. Jag drar iväg
4. Det kan ingen ändra på
5. Blå är min himmel
6. Sommarliv
7. Drömmen om en frihet
8. En dag i taget
9. Små paket
10. De ensammas promenad
11. Gud, vad hon är läcker (Crawling from the Wreckage)
12. Om dessa väggar kunde tala
13. Stan é för stor för oss två
14. Vilken härlig dag
15. Månen är kvar
16. Go Go Jenny

## Listplaceringar
| Lista (1997) | Topplacering |
| ------------ | ------------ |
| Sverige      | 41           |